# Алея горіха Зібольда
Але́я горі́ха Зі́больда — ботанічна пам'ятка природи місцевого значення в Україні. Об'єкт природно-заповідного фонду Вінницької області. 
Розташована в межах міста Вінниця, на вулиці Пирогова, від № 62 до № 154. 
Площа 1 га. Статус надано 1984 року. Перебуває у віданні АВО «Вінницязеленбуд». 
Статус надано з метою збереження алеї з насадженнями горіха Зібольда (Juglans ailantifolia). Останніми роками багато дерев засохло і були зрізані. Станом на 30 травня 2017 року залишилось 9 дерев. 